# زتا¹ کژدم
زتا¹ کژدم یک ستاره است که در صورت فلکی کژدم قرار دارد.